# Coll Diagre
El Coll Diagre és una collada situada a 1.462,9 metres d'altitud del terme comunal de Jújols, però molt a prop del termenal amb Oleta i Èvol, tots dos de la comarca del Conflent, a la Catalunya del Nord.
És un coll de muntanya situat al nord-oest del terme de Jújols, a prop de l'extrem nord-est del d'Oleta i Èvol. És a l'extrem sud-oest de la Reserva Natural de Jújols.
És una collada per on passen moltes de les rutes excursionistes relacionades amb el massís del Mont Coronat.